# Championnats d'Océanie d'athlétisme 1994
Navigation
Édition précédente Édition suivante
Les 2es championnats d'Océanie d'athlétisme ont eu lieu en 1994 à Auckland en Nouvelle-Zélande. Ils ont été organisés par l'Oceania Athletics Association (OAA).

## Podiums
Les athlètes de la délégation de Nouvelle-Calédonie utilisent le drapeau français.

### Hommes
| Event                             | Or                               | Argent                          | Bronze                          |
| --------------------------------- | -------------------------------- | ------------------------------- | ------------------------------- |
| 100 mètres (vent: -0,3 m/s)       | Jone Delai 10 s 63               | Chris Wilkinson 10 s 82         | Ross Fitzpatrick 10 s 83        |
| 200 mètres (vent: +0.7 m/s)       | Jone Delai 21 s 55               | Solomone Bole 21 s 94           | James Noblet 21 s 97            |
| 400 mètres                        | Mark Wilson 47 s 25              | Dean Sheddan 48 s 22            | Rhoderick Grivas 48 s 62        |
| 800 mètres                        | Mark Tonks 1 min 50 s 38         | Mark Turner 1 min 51 s 30       | Rhoderick Grivas 1 min 52 s 15  |
| 1 500 mètres                      | John Henwood 3 min 51 s 71       | Stephen Blair 3 min 52 s 08     | Daniel Hill 3 min 52 s 35       |
| 5 000 mètres                      | Jason Cameron 14 min 44 s 62     | Thor Anderson 16 min 07 s 78    | Morris Manai 16 min 07 s 84     |
| 10 000 mètres                     | Paul McRae 31 min 11 s 97        | Parshottam Lal 33 min 26 s 81   | AAshok Kumar 33 min 43 s 65     |
| Marathon                          | Robert Holland 2 h 33 min 16 s   | Mervyn Shields 2 h 39 min 29 s  | Ian Moore 2 h 41 min 11 s       |
| 3 000 mètres steeple              | Hamish Christensen 8 min 54 s 74 | Matthew Holder 9 min 08 s 55    | Davendra Singh 9 min 21 s 64    |
| 110 mètres haies (vent: +2,7 m/s) | Nick Bolton 14 s 67              | / Robert Tupuhoé 14 s 95        | Sekona Vi 15 s 15               |
| 400 mètres haies                  | Nick Bolton 53 s 01              | Sekona Vi 53 s 51               | Autiko Daunakamakama 53 s 79    |
| Saut en hauteur                   | Michael Sharapoff 2,05 m         | Arvindra Maharaj 1,99 m         | / Jean-Luc Mu Kwai Chuan 1,93 m |
| Saut à la perche                  | / Thibaut Cattiau 4,55 m         | / Jean-Luc Mu Kwai Chuan 4,45 m | Lee Brown 4,45 m                |
| Saut en longueur                  | Aaron Langdon 7,62 m w           | Julian Manderson 7,43 m w       | / Apolosi Foliaki 7,01 m w      |
| Triple saut                       | / Apolosi Foliaki 14,95 m        | Steeve Druminy 14.84 m          | Driss Doukari 14,38 m w         |
| Lancer du poids                   | Patrick Hellier 16,10 m          | Matt Gadsby 15,59 m             | Kevin Galea 15,40 m             |
| Lancer du disque                  | / Gordon Barff 48,54 m           | Patrick Hellier 48,54           | Ian Boller 47,46 m              |
| Lancer du marteau                 | Patrick Hellier 63,16 m          | Yannick Fakaté 52,20 m          | Brentt Jones 51,34 m            |
| Lancer du javelot                 | Steven Madeo 67,84 m             | Jioji Nadavo 65,40 m            | André Hmalako 58,82 m           |
| 20 kilomètres marche              | Shane Brown 1:43 min 55 s        | Mark Nipperess 1 h 51 min 56 s  | Dip Chand 1 h 57 min 42 s       |
| Relais 4 x 100 mètres             | Nouvelle-Zélande 41 s 57         | Australie 41 s 98               | Tonga 42 s 43                   |
| Relais 4 x 400 mètres             | Fidji 3 min 12 s 40              | Nouvelle-Zélande 3 min 13 s 11  | Australie 3 min 18 s 73         |

### Femmes
| Event                             | Or                                   | Argent                           | Bronze                          |
| --------------------------------- | ------------------------------------ | -------------------------------- | ------------------------------- |
| 100 mètres (vent: -1.0 m/s)       | Vaciseva Tavaga 12 s 17              | Lauretta Graham 12 s 57          | Vani Senokonoko 12 s 77         |
| 200 mètres (vent: +3,4 m/s)       | Vaciseva Tavaga 24 s 37              | Suzanne Coleman 24 s 89          | Tara Smith 25 s 26              |
| 400 mètres                        | Mary Estelle Kapalu 55 s 72          | Sheryn Brodie 57 s 08            | Seini Soroacagi 57 s 49         |
| 800 mètres                        | Andrea Williams 2 min 14 s 13        | Nuree White 2 min :16 s 10       | Karolina Tanono 2 min 17 s 65   |
| 1 500 mètres                      | Sharon McKenzie 4 min 39 s 64        | Vanessa Nikora 4 min 51 s 44     | Salome Tabuatalei 4 min 58 s 30 |
| 5 000 mètres                      | Nicola McDonald 18 min 03 s 37       | Salome Tabuatalei 18 min 42 s 83 |                                 |
| Semi-marathon                     | Irene Wilson 1 h 25 min 38 s         | Cathy Gabel 1 h 29 min 38 s      | Alison McVie 1 h 37 min 33 s    |
| 100 mètres haies (vent: +3,5 m/s) | Janiene Ashbridge 14.06 w            | Lillyanne Beining 14.13 w        | Elizabeth Binns 14.76 w         |
| 400 mètres haies                  | Mary Estelle Kapalu 61 s 70          | Megan Merrilees 61 s 84          | Megan Minehane 63 s 73          |
| Saut en hauteur                   | Carmen Hunter 1,77 m                 | Belinda Lavarack 1,74 m          | Shelley Stoddart 1,74 m         |
| Saut en longueur                  | Frith Maunder 6,10 m                 | Shelley Stoddart 5,81 m w        | Katie Ackerman 5,69 m w         |
| Triple saut                       | Shelley Stoddart 12,50 m             | Megan Minehane 11,71 m           | Salanieta Tamani 11,70 m        |
| Lancer du poids                   | Elizabeth Binns 13,08 m              | Teresa Came 12,80 m              | Marie-Chanelle Sako 12,66 m     |
| Lancer du disque                  | Geraldine Isaacs 40,02 m             | Mague Taofifenua 37,84 m         | Romera Tabuavuni 31,58 m        |
| Lancer du marteau                 | Teresa Came 50,52 m                  | Miranda Winter 41,10 m           | Linda Polelei 29,82 m           |
| Lancer du javelot (ancien modèle) | Melissa Brearley 48,34 m             | Bina Ramesh 47,90 m              | Linda Polelei 44,50 m           |
| 10 kilomètres marche              | Monique Greenoff-Gaffney 57 min 09 s | Cherie Nelson 58 min 53 s        |                                 |
| Relais 4 x 100 mètres             | Fidji 47 s 10                        | Australie 48 s 62                |                                 |
| Relais 4 x 400 mètres             | Nouvelle-Zélande 3 min 54 s 14       | Fidji 3 min 58 s 03              | Australie 3 min 58 s 34         |